# Боброво (Ступинский район)
Боброво — деревня в Ступинском районе Московской области России. Входит в состав Аксиньинского сельского поселения (до 2006 года входило в Мещеринский сельский округ).

## География
Боброво расположено в северо-восточной части района, на правом берегу реки Северка, на внутренней стороны Большого московского кольца, высота центра села над уровнем моря — 114 м. Ближайшие населённые пункты: Военный городок Мещерино-1 севернее, на другом берегу Северки и Новоселки менее 1 км на юго-восток.
В Боброво на 2015 год 4 улицы.

## Население
| 2002 | 2006 | 2010 |
| ---- | ---- | ---- |
| 72   | ↘58  | ↘53  |